# Маркетмейкер
Маркетме́йкер (англ. Market maker — создатель рынка) — фирма-брокер/дилер, берёт на себя риск приобретения и хранения на своих счетах ценных бумаг определённого эмитента с целью организации их продаж. Маркетмейкеры действуют на биржевом и внебиржевом рынке как непосредственные участники сделок. На Нью-Йоркской Фондовой бирже маркетмейкеров называют «специалистами». Как правило, маркетмейкеры действуют по обе стороны — как продавцы и как покупатели. Типично маркетмейкер имеет обязательство продать как минимум 1000 акций для каждого из своих клиентов (примерно 20—30 для одного маркетмейкера). Сделки осуществляются по телефону или через Интернет и занимают секунды.
На бирже маркетмейкером может являться, например, брокерская контора, которая по договору с биржей берёт на себя обязательство держать в течение оговорённого времени (скажем, не менее 90 % торгового времени) одновременно выставленные заявки с разницей между ценами покупки и продажи (см. спред) не более оговорённой величины, за это биржа предоставляет маркетмейкеру определённые льготы, например, по оплате комиссионного сбора.
Toп-10 по данным Reuters самых крупных по обороту трейдеров на валютном рынке на 2007 год:
1. Deutsche Bank — 19,30 %
2. UBS — 14,85 %
3. Citi — 9,00 %
4. Royal Bank of Scotland — 8,90 %
5. Barclays Capital — 8,80 %
6. Bank of America — 5,29 %
7. HSBC — 4,36 %
8. Goldman Sachs — 4,14 %
9. JP Morgan — 3,33 %
10. Morgan Stanley — 2,86 %